# Кампече (држава)
Кампече (шп. Estado de Campeche), држава је на југоистоку Мексика. Налази се на западном делу полуострва Јукатан, на јужној обали Мексичког залива. Има површину од 50.812 km² и око 708.000 становника. 
На југозападу се граничи са државом Табаско, на истоку са Јукатаном и Кинтаном Ро, и на југу са Гватемалом. Главни град државе је град Кампече. Држава је установљена 1863. 
Кампече се већим делом састоји од тропских шума. На крајњем западу државе, у Мексичком заливу, постоје извори нафте. 
У епохи пре доласка Европљана овде је цветала цивилизација Маја, чији је најважнији споменик археолошко налазиште Едзна. 

## Становништво
| 1990.   | 1995.   | 2000.   | 2005.   | 2010.   |
| ------- | ------- | ------- | ------- | ------- |
| 535.185 | 642.516 | 690.689 | 754.730 | 822.441 |